# Megaselia pruinosifrons
Megaselia pruinosifrons är en tvåvingeart som beskrevs av Borgmeier 1962. Megaselia pruinosifrons ingår i släktet Megaselia och familjen puckelflugor. Inga underarter finns listade i Catalogue of Life.